# The Best of The Ramones
The Best of The Ramones – album kompilacyjny zespołu Ramones wydany 25 maja 2004 roku. Płyta stanowi reedycję Best of the Chrysalis Years z trochę zmienionym zestawem utworów.

## Lista utworów
1. „Pet Semetary” (Dee Dee Ramone/Daniel Rey) – 3:28
2. „Don't Bust My Chops” (Dee Dee Ramone/Joey Ramone/Daniel Rey) – 2:30
3. „Ignorance Is Bliss” (Joey Ramone/Andy Shernoff) – 2:39
4. „'Poison Heart” (Dee Dee Ramone/Daniel Rey) – 4:05
5. „Anxiety” (Marky Ramone/Skinny Bones) – 2:06
6. „Take It As It Comes” (Jim Morrison/John Densmore/Robby Krieger/Ray Manzarek) – 208
7. „Out of Time” (Mick Jagger/Keith Richards) – 2:41
8. „Somebody to Love” (Darby Slick) – 2:33
9. „I Don't Wanna Grow Up” (Tom Waits/Kathleen Brennan) – 2:46
10. „Got A Lot To Say” (C.J. Ramone) – 1:41
11. „Sheena Is a Punk Rocker" (Live) (Joey Ramone) – 1:47
12. „Surfin' Bird" (Live) (Al Frazier/Sonny Harris/Carl White/Turner Wilson) – 2:35
13. „Cretin Hop" (Live) (Ramones) – 1:25
14. „Rockaway Beach" (Live) (Dee Dee Ramone) – 1:38
15. „I Wanna Be Sedated" (Live) (Joey Ramone) – 2:10
16. „Rock And Roll Radio" (Live) (Joey Ramone) – 3:00
17. „Blitzkrieg Bop" (Live) (Tommy Ramone/Dee Dee Ramone) – 1:38
18. „Teenage Lobotomy" (Live) (Ramones) – 1:34